# ليدي غوين تومسون
ليدي غوين تومسون (بالإنجليزية: Lady Gwen Thompson)‏ هي كاتِبة وشاعرة أمريكية، ولدت في 16 سبتمبر 1928 م، وتوفيت في 22 مايو 1986 م.